# 远征49
远征49（英語：Expedition 49）是前往国际空间站的第49次任务。
2016年9月6日协调世界时21时51分，联盟TMA-20M飞船与国际空间站分离，标志着本次任务的开始。2016年10月30日，鲁宾斯、伊万尼申和大西卓哉乘坐聯盟MS-01离开空间站，标志着本次任务的结束

## 成员
| 职位        | 第一期 （2016年9月至10月）             | 第二期 （2016年10月至11月）            |
| ----------- | -------------------------------------- | -------------------------------------- |
| 指令长      | 阿纳托利·伊万尼申（RSA） 第2次太空飞行 | 阿纳托利·伊万尼申（RSA） 第2次太空飞行 |
| 飞行工程师1 | 嘉芙蓮·魯賓斯（NASA） 第1次            | 嘉芙蓮·魯賓斯（NASA） 第1次            |
| 飞行工程师2 | 大西卓哉（JAXA） 第1次                 | 大西卓哉（JAXA） 第1次                 |
| 飞行工程师3 |                                        | 罗伯特·金布罗（NASA） 第2次            |
| 飞行工程师4 |                                        | 安德烈·鲍里先科（RSA） 第2次           |
| 飞行工程师5 |                                        | 谢尔盖·雷日科夫（RSA） 第1次           |